# Agama parafricana
Espèce
Statut de conservation UICN

 LC  : Préoccupation mineure
Agama parafricana est une espèce de sauriens de la famille des Agamidae.

## Répartition
Cette espèce se rencontre au Bénin, au Togo et au Ghana.

## Publication originale
- Mediannikov, Trape & Trape, 2012 : A Molecular Study of the Genus Agama (Squamata: Agamidae) in West Africa, with Description of Two New Species and a Review of the Taxonomy, Geographic Distribution, and Ecology of Currently Recognized Species. Russian Journal of Herpetology, vol. 19, no 2, p. 115-142.